# Arthur Salz
Arthur Salz (geboren 31. Dezember 1881 in Staab, Österreich-Ungarn; gestorben 10. August 1963 in Worthington, Ohio) war ein deutscher Sozial- und Wirtschaftswissenschaftler.

## Leben
Nach Abschluss des Gymnasiums in Pilsen begann er 1900 ein Studium der Volkswirtschaftslehre in Berlin, wo er vor allem bei Georg Simmel hörte. Später studierte Salz in München und Heidelberg, wo er sich mit Friedrich Gundolf anfreundete und Kontakt mit dem Kreis um Stefan George aufnahm. Mit dem Dichter blieb Salz bis 1925 in Kontakt. Er verkehrte auch im Haus von Max Weber. 1903 promovierte Salz bei Lujo Brentano und leitete danach den elterlichen Betrieb in Staab. Nach weiteren Studien in Wien und Prag habilitierte sich Salz im Jahr 1909 mit der Arbeit "Wallenstein als Merkantilist".
1912 heiratete Salz Sophie Kantorowicz, genannt Soscha, die Schwester des Historikers Ernst Kantorowicz. Aus der Ehe gingen die beiden Töchter Rosa Beate und Judith sowie der Sohn Heinrich Joseph hervor.
Im Ersten Weltkrieg leistete Salz Militärdienst in Österreich-Ungarn. Er wurde ins Osmanische Reich abkommandiert, um den türkischen Befehlshaber Djemal Pascha in ökonomischen Fragen zu beraten, eine Tätigkeit, die ihn nach Konstantinopel und Damaskus führte und das Interesse des gläubigen Juden für den Islam weckte.
Nach Deutschland zurückgekehrt, verstrickte sich Salz in die Wirren um die Niederschlagung der Münchner Räterepublik, weil er den KPD-Politiker Eugen Leviné bei sich versteckte. Er wurde verhaftet und entging, anders als Leviné, knapp dem Todesurteil. Salz handelt aber nur aus persönlicher Sympathie heraus, er war kein Sozialist und setzte sich kritisch mit dem Marxismus auseinander.
1923 wurde Salz an der Universität Heidelberg zum außerordentlichen Professor für Volkswirtschaftslehre berufen. Es gelang ihm in den Folgejahren jedoch nicht, einen Lehrstuhl an einer deutschen Universität zu bekommen.
1933 wurde Salz aus "rassischen Gründen" entlassen und emigrierte zunächst nach Großbritannien, wo er als Gastprofessor an der University of Cambridge lehrte. 1934 wechselte er in die USA und wurde Professor an der Ohio State University, von wo aus er nicht mehr nach Deutschland zurückkehrte.

## Schriften (Auswahl)
- Beiträge zur Geschichte und Kritik der Lohnfondstheorie, Stuttgart: Cotta, 1905.
- Geschichte der böhmischen Industrie in der Neuzeit, München: Duncker & Humblot, 1913. (Digitalisat)
- Für die Wissenschaft gegen die Gebildeten unter ihren Verächtern, München: Drei Masken Verlag, 1921.
- Macht und Wirtschaftsgesetz, Leipzig: B. G. Teubner, 1930.
- Das Wesen des Imperialismus, Leipzig: Teubner, 1931.
- Wallenstein als Merkantilist. In: Mitteilungen des Vereins für Geschichte der Deutschen in Böhmen 47, 4 (1909), 433–461.